# Georg Alexander Pick
Georg Alexander Pick (10. srpna 1859 Vídeň – 26. července 1942 Terezín) byl rakouský matematik působící v Praze.

## Život
V letech 1875-79 studoval na univerzitě ve Vídni matematiku a fyziku. V roce 1880 získal doktorát a v témže roce přijal místo asistenta fyziky na pražské německé univerzitě u Ernsta Macha. V roce 1881 se habilitoval, v roce 1888 byl jmenován mimořádným a v roce 1892 řádným profesorem matematiky na pražské německé univerzitě. Ve školním roce 1900-01 byl děkanem filozofické fakulty. V roce 1929 byl penzionován a žil ve Vídni. Po obsazení Rakouska odešel zpět do Prahy. V roce 1942 byl deportován do Terezína a dva týdny poté zemřel.

## Dílo
V letech 1876-1939 publikoval 67 prací z lineární algebry, teorie invariantů, integrálního počtu, komplexní analýzy, teorie potenciálu, diferenciálních rovnic, integrálních rovnic, funkcionální analýzy, geometrie a diferenciální geometrie. Všeobecně znám je Pickův vzorec o výpočtu obsahu mnohoúhelníku s vrcholy v mřížových bodech. Do analýzy v komplexním oboru se jeho jméno zapsalo prostřednictvím tzv. Schwarzova-Pickova lemmatu.